# Elmo (Texas)
Elmo es un lugar designado por el censo ubicado en el condado de Kaufman en el estado estadounidense de Texas. En el Censo de 2010 tenía una población de 768 habitantes y una densidad poblacional de 66,22 personas por km².

## Geografía
Elmo se encuentra ubicado en las coordenadas 32°44′23″N 96°9′10″O / 32.73972, -96.15278. Según la Oficina del Censo de los Estados Unidos, Elmo tiene una superficie total de 11.6 km², de la cual 10.65 km² corresponden a tierra firme y (8.17%) 0.95 km² es agua.

## Demografía
Según el censo de 2010, había 768 personas residiendo en Elmo. La densidad de población era de 66,22 hab./km². De los 768 habitantes, Elmo estaba compuesto por el 89.45% blancos, el 2.99% eran afroamericanos, el 0.65% eran amerindios, el 0.13% eran asiáticos, el 0% eran isleños del Pacífico, el 3.78% eran de otras razas y el 2.99% pertenecían a dos o más razas. Del total de la población el 10.42% eran hispanos o latinos de cualquier raza.